# Marlolo
Marlolo ist ein osttimoresischer Ort im Suco Ulmera (Verwaltungsamt Bazartete, Gemeinde Liquiçá). Das Dorf befindet sich auf dem Berg Foho Marlolo, auf einer Meereshöhe von 745 m, im Süden der Aldeia Mane-Muno. Eine Überlandstraße durchquert den Ort und verbindet es mit den Nachbardörfern Gamanuhati im Westen und Tetsari im Osten.